# Штумпф, Кеннет Эдвард
Кеннет Эдвард Штумпф (англ. Kenneth Edward Stumpf ) (28 сентября 1944 – 23 апреля 2022) – солдат армии США, удостоился высочайшей военной награды США – медали Почёта за свои действия в ходе Вьетнамской войны.
Вступил в армию США в Милуоки, штат Висконсин. 25 апреля 1967 специалист четвёртого ранга роты С первого батальона 35-го пехотного полка, 25-й пехотной дивизии  Штумпф в ходе операции Бейкер близ Дук Фо (Đức Phổ ) (Республика Вьетнам) спас троих раненых товарищей, невзирая на плотный огонь, и в одиночку обезвредил вражеский бункер. За свои действия был повышен в звании до штаб-сержанта и награждён медалью Почёта.
Штумпф ушёл в отставку в звании сержанта-майора.

## Наградная запись к медали Почёта
За выдающуюся храбрость и отвагу, проявленные в бою с риском для жизни при выполнении служебного долга и за его пределами штаб-сержант Штумпф отличился на посту командира отделения третьего взвода роты C в ходе поисковой миссии. Когда рота штаб-сержанта Штумпфа подошла к деревне, она натолкнулась на северовьетнамскую стрелковую роту, занимавшую хорошо укреплённый бункерный комплекс. В ходе первого боестолкновения трое бойцов его отделения упали ранеными перед вражеской пулемётной точкой. Плотный огонь противника помешал подразделению двинуться на помощь раненым, но штаб-сержант Штумпф оставил безопасную позицию в глубокой траншее и побежал сквозь шквал пуль, чтобы добраться до своих раненых товарищей. Он поднял одного из раненых и отнёс его обратно в безопасную траншею. Еще дважды штаб-сержант Штумпф бросался вперёд, несмотря на автоматный и пулемётный огонь противника, пока не спас двоих оставшихся раненых бойцов отделения. Затем он организовал свой отряд и возглавил штурм нескольких вражеских бункеров, из которых постоянно велся шквальный огонь. Он и его отряд успешно уничтожили 2 точки бункера, но одна перед фронтом наступающего взвода оставалась серьёзной угрозой. Вооружившись дополнительными ручными гранатами, штаб-сержант Штумпф побежал по открытой местности, сквозь залпы огня со стороны решительного противника  к пулемётной позиции. Добравшись до бункера, он бросил в проём ручную гранату. Защитники немедленно бросили её обратно, вынудив штаб-сержанта Штумпф искать укрытие. Штумпф бесстрашно выдернул чеки из ещё двух гранат, подержал их несколько секунд после активации запала и швырнул их во вражеское укрепление, на этот раз успешно уничтожив огневую позицию. С ликвидацией этой ключевой позиции его подразделение смогло атаковать и захватить врага. Своим неумолимым духом агрессии, отваги и крайней заботы о жизнях своих людей штаб-сержант Штумпф поддержал высочайшие традиции военной службы и заслужил великую  честь для себя и армии США.
Оригинальный текст (англ.)
For conspicuous gallantry and intrepidity in action at the risk of his life above and beyond the call of duty. SSG Stumpf distinguished himself while serving as a squad leader of the 3d Platoon, Company C, on a search and destroy mission. As SSG Stumpf's company approached a village, it encountered a North Vietnamese rifle company occupying a well fortified bunker complex. During the initial contact, 3 men from his squad fell wounded in front of a hostile machinegun emplacement. The enemy's heavy volume of fire prevented the unit from moving to the aid of the injured men, but SSG Stumpf left his secure position in a deep trench and ran through the barrage of incoming rounds to reach his wounded comrades. He picked up 1 of the men and carried him back to the safety of the trench. Twice more SSG Stumpf dashed forward while the enemy turned automatic weapons and machineguns upon him, yet he managed to rescue the remaining 2 wounded squad members. He then organized his squad and led an assault against several enemy bunkers from which continuously heavy fire was being received. He and his squad successfully eliminated 2 of the bunker positions, but one to the front of the advancing platoon remained a serious threat. Arming himself with extra hand grenades, SSG Stumpf ran over open ground, through a volley of fire directed at him by a determined enemy, toward the machinegun position. As he reached the bunker, he threw a hand grenade through the aperture. It was immediately returned by the occupants, forcing SSG Stumpf to take cover. Undaunted, he pulled the pins on 2 more grenades, held them for a few seconds after activation, then hurled them into the position, this time successfully destroying the emplacement. With the elimination of this key position, his unit was able to assault and overrun the enemy. SSG Stumpf's relentless spirit of aggressiveness, intrepidity, and ultimate concern for the lives of his men, are in the highest traditions of the military service and reflect great credit upon himself and the U.S. Army
— 